# Fatouville-Grestain
Fatouville-Grestain è un comune francese di 728 abitanti situato nel dipartimento dell'Eure nella regione della Normandia.

## Società

### Evoluzione demografica
Abitanti censiti